# 聖貞德中學
聖貞德中學（英語：St. Joan of Arc Secondary School，為香港港島區學校。於1955年由一群香港大學畢業的天主教女青年，為了效法法國女英雄聖女貞德愛國家愛民族的精神，忠於天主的呼召而創辦的，並奉聖女貞德為主保。校舍原於羅便臣道8號，後遷至現址香港北角寶馬山道55號。

## 歷史
- 1960年：位於羅便臣道8號的聖貞德學校校舍（今樂信臺）落成
- 1970年：校權正式移交天主教香港教區，聖貞德家長教師聯誼會成立
- 1976年：聖貞德學校舊生會成立
- 1986年：位於北角寶馬山的新校舍落成，聖貞德中學由羅便臣道遷往現址（而原址則被長江實業改建為樂信臺）
- 1988年：校內耶穌顯容小堂正式啟用
- 1991年：天主教香港教區主教胡振中樞機祝聖寶馬山新校舍及主持揭幕禮，並舉行建校35周年開放日
- 1995年：成立首屆學生會
- 2000年：成功申請優質教育基金，獲撥款219萬進行「立體創意音藝校園廣播」，成立校園電視台
- 2005年：新翼大樓落成
- 2006年：天主教香港教區陳志明副主教祝聖新翼大樓，以及舉辦一連串慶祝創校50週年金禧校慶的活動
- 2007年：獲教育局撥款，推行「提升英語水平計劃」/ 首屆「亦師亦友計劃」，邀請校友為高中同學導師，做好生涯規劃
- 2008年：以「信、望、愛、義、智、勇」為培養「聖貞德人」的核心價值，首次在中二級舉辦領袖訓練營 / 由校友捐助之「校史室」落成 / 校園電視台新廣播及製作中心啟用。
- 2009年：推行高中新學制 / 聖母山落成及祝聖 / 舉辦第一屆「聖貞德音樂節」。
- 2010年：校友捐助成立「聖貞德發展基金」資助學校發展 / 參加「自願優化班級結構」計劃，自中一開始每級改設四班。
- 2011年：慶祝55週年校慶 , 同年聖貞德中學港島第四十八旅童軍 （页面存档备份，存于）成立空童軍團 / 獲教育局撥款推行「優化提升英語水平計劃」/ 首次舉辦「紐西蘭交流計劃」
- 2012年：新高中中六同學參加首屆香港中學文憑考試 / 黃慧珍出任校長。
- 2013年：開展「平板電腦互動學習計劃」，於圖書館建立了iPad Learning Center / 主辦第二十一屆教區聯校運動會。
- 2014年：於2014年12月至2016年5月連續兩年慶祝創校60週年校慶，2014年12月舉行鑽禧校慶啟動禮暨步行籌款 / 家長教師會修改會章，重組架構 / 獲優質教育基金贊助，推行「生命起動：中學生生涯規劃支援計劃」。
- 2015年：宣佈於2015年9月轉為男女校，同年3月27日及3月28日成功演出60週年鑽禧校慶音樂劇 -《若瑟與神奇彩衣》/ 成立法團校董會 / 鄭惠兒女士出任校長。
- 2016年：全國偉出任校監 / 本校獲教育局委任為『資訊科技教育卓越中心』 / 成立 STEAM 教育小組，統整及優化現行初中科學、科技及數學教育的課程，更融入音樂與視藝元素，成為校本的「STEAM」（Science,Technology,Engineering Art and Mathematics）課程 / 創客空間(Maker Space)正式啟用
- 2017年：音樂科主任、教師鄭加略獲頒發行政長官卓越教學嘉許狀 / 繼續獲教育局委任為『資訊科技教育卓越中心』 / 於中四級開設體育科文憑試課程 /「尊重生命，逆境同行」計劃獲批優質教育基金。 / e-learning centre正式啟用。
- 2018年：擴建健身室。 / 「尊重生命，逆境同行」計劃繼續獲批優質教育基金。 / 中二及中三級開設生活與社會科
- 2019年：優化教師考績制度。 / 阮章凱出任校長。
- 2022年：增設3個社制，分別為「St. Michael House、St. Gabriel House及St. Raphael House」。

## 辦學宗旨
實踐福音精神，建立關愛文化，達致全人教育。

## 校訓
公民責任

## 貞德文化
以信、望、愛、義、智、勇作為培育方向。

## 教育目標
- 讓學生認識福音真理，體驗基督徒的喜樂與平安，建立積極的人生觀。
- 提供優質教學，策動全校員工、家長與校友衷誠合作，悉心培育學生成長。
- 引導學生友愛合群，彼此關懷，建立和諧良好的人際關係。
- 培養學生的公民意識及民主素質，使他們能熱心服務社群，關心社會。
- 培養學生有自我管理的能力，懂得自重、自愛與自律，增強自信及提高自尊感。
- 引導學生勇於反省，樂於承擔，培養敏銳的觸覺，認識個我及環境的局限，力求上進。
- 培養學生對各學科的研習興趣及自學能力，從而提昇其學能及學業成就。
- 發展學生的語文及分析思維能力，提昇其表達及解難技巧。
- 提供多元化的活動，使學生能擴闊視野並提高領導才能，發展個人潛能、興趣、創造力和審美觀，使身心健康地成長。
- 充份利用有關資源，配合妥善處理，以提供一個優良愉快的學習環境。

## 班別
聖貞德中學的班別以信（Faith）、望（Hope）、愛（Charity）、義（Justice）、智（Wisdom）及勇（Courage）作為名稱。即是基督徒應有的超德（信德、望德、愛德）及樞德（智德、義德、勇德、節德）中的智、義、勇。
智及勇班已取消。
僅有中五級保留義班，其餘級別祗有信、望、愛班。

## 校舍設計
學校舊址位於羅便臣道，於1986年獲教區分配寶馬山新校舍，新校舍設備良好，分為主教學大樓、特別室大樓以及獨立禮堂樓。教學大樓現時設有多個標準課室、大型演講廳、教學資源室、多用途廳、學長議會室、訓導處、醫療室、學生會室、社工室、音樂室、更衣室、學生𨍭導室、校務處、家長教師會室等。
特別室大樓連貫主教學樓，而特別室大樓則設有聖堂、圖書館、多媒體學習中心、兩個物理實驗室、兩個化學實驗室、生物實驗室、綜合科學實驗室、電腦室、地理室、美術室、音樂室、宗教室、樂隊室等。
校舍還設有獨立禮堂樓、雨天操場（舊籃球埸）、小賣部、停車場、花園、足球場、神父樓、聖母山及操場。校舍設計獨特，環境清幽，群綠縈繞，其建築設計更於1987年榮獲香港建築師學會周年大獎的優異獎。於校舍中間的樓梯，頂部的設計有如簷篷，而學生就在篷下相遇。設計者希望將樓梯變成學生的聚腳點。
為配合新時代的發展，學校2005年更獲撥款於籃球埸加建一座5層高的新教學大樓，當中設有教員室、教員休息室、英語學習中心、中文語言室、數學資源室、通識教學室、會議室、學生活動中心、樂團練習室、兩個Y2K 標準課室、新電腦輔助教學室、平板電腦教學中心、新籃球場等，為學生提供更舒適的學習環境。

## 學校管理

### 法團校董會
- 全國偉（校董會主席、校監）
- 阮章凱（校董會秘書、校長）
- 倪德文神父（辦學團體委任校董）
- 陳乃國（辦學團體委任校董）
- 陳懷明（辦學團體委任校董）
- 康文海校長（辦學團體委任校董）
- 黃淑儀校長（辦學團體委任校董）
- 余幸生（辦學團體委任校董）
- 蕭思銓校長（辦學團體委任校董 - 替代）
- 宋殿澄（獨立校董）
- 周縉緯（教師校董）
- 馮德全副校長（替代教師校董）
- 劉天驥（校友校董）
- 梁寶琳（家長校董）

### 校方委員會
- 學校行政委員會
- 教務委員會
- 公民教育委員會
- 課程發展委員會
- 校園電視台廣播委員會
- 課外活動委員會
- 資訊科技委員會
- 校務委員會
- 學校推廣委員會
- 教職員專業發展委員會
- 學生事務委員會
- 宗教事務及德育委員會
- 升學及就業輔導委員會

## 學校組織
- 舊生會 （页面存档备份，存于）
- 家長教師會 （页面存档备份，存于）
- 校園電視台 （页面存档备份，存于）

### 學生組織
- 學生會
- 學生會代表會
- 學長議會
- 班長議會
- 資訊科技學長議會
- 圖書館管理議會
- 學會主席聯會
- 聖貞德基金委員會（學生工作組）

## 學生會
聖貞德中學學生會成立於1995年，每年由9人組成執行委員會。執行委員會在為期一年的任期內需負責舉辦各種校內校外活動、向鄰近商鋪爭取福利、以及代表學生與學校管理層交流。全校學生均為學生會會員，可享用學生會的福利和參與其舉辦的活動。

### 執行委員會架構
核心職位
- 會長
- 副會長（Vice President）
- 外務秘書長（External Secretary）
- 內務秘書（Internal Secretary）
- 財務秘書（Financial Secretary）
- 康樂
- 總務
- 公關
- 福利

### 選舉
學生會執行委員會每年舉行一次全校選舉，以選出繼任內閣。中一至中五級的學生可自由組成候選內閣，並在選舉前推出參選政綱、公開拉票、出席答問大會與辯論大會等各種競選活動，再由全校學生投票選出。在棄權票少於半數時，最高票的候選內閣將會當選。在沒對手競爭的情況下，學生仍需進行信任投票，若不信任票多於信任票內閣則告落選。

### 年表
2016/2017年度
第22屆，「HESTIA」
2016年11月19日，聯校口試訓練。
2017年1月22-28日，維園年宵攤檔「咪走雞」，於維多利亞公園年宵市場營運攤檔售賣貨品，資金由學生會提供。在組織委員會，籌備，設計產品等工作上都由學生作領導的角色，老師和舊生只會在旁協助和提供意見，以訓練學生的領導才能。得到很多傳媒訪問，最後將款項全數撥入蕭惠蓮校長基金。
2017年3月4日，首次舉辦聯校Band Show "Connection"
2017年5月6日，首次舉辦聯校城市遊蹤"Once Upon A Time"。
2017年7月14日，首次舉辦慈善聯校綜藝表演 "REVERIE" 。
第23屆，

### 課外活動
| 宗教           | 學術 | 興趣 | 制服團隊、訓練或服務 |
| -------------- | --- | --- | --- |
| - 天主教同學會 | - 中文學會 - 英文學會 - 數學學會 - 科學學會 - 人文學科學會 - 通識教育學會 - 資訊科技學會 - 藝術學會 - 音樂學會 - 體育學會 | - 棋藝學會 - 環保學會 - 空手道學會 - 魔術學會 - 模型學會 - 攝影學會 - 話劇學會 - 射擊學會 - 創客學會 - 合唱團 | - 港島第四十八旅童軍 （页面存档备份，存于） - 香港紅十字會青年團第十六團 （页面存档备份，存于） - 航空青年團第105中隊 - 公益少年團 - 少年警訊 - 社會服務團 - 香港青年獎勵計劃 |

## 歷任校監
- 蕭蕙蓮女士（1955－1966）
- 譚惠珍博士（1966－1969）
- Mrs. Winnie Tan（1969－1970）
- 祁良神父（Rev. Fr. Joseph Carra, P.I.M.E.） （1970－1982）
- 余福綿神父（1982－1984）
- 尹雅白神父（1984－1994）
- 麥景鴻神父（1994－2006）
- 金東周神父（Rev. Fr. Paul KIM, K.M.S.）（2006－2016）
- 全國偉先生（2016-）

## 歷任校長
- 蕭蕙蓮女士（1955－1966）
- Mrs. Winnie Tan（1966－1970）
- 冼梓林先生（1970－1994）
- 康文海先生（署理）（1994）
- 馬潔貞女士，MH（1994－2003）
- 蔡黎惠賢女士（署理）（2003－2004）
- 吳婉華女士（2004－2006）
- 劉柏齡先生（2006－2012）
- 黃慧珍女士（2012－2015）
- 鄭惠兒女士（2015－2019）
- 阮章凱先生（2019－    ）

## 著名/傑出校友
醫學界
- 徐福燊，前香港牙醫學會主席，保險索償投訴委員會主席，警監會委員
- 朱祖順，香港大學牙醫學院助理院長兼任臨床副教授，第35屆香港十大傑出青年
- 鄧智偉，香港大學內科學系副教授，香港內科醫學院基礎培訓委員會主任，第35屆香港十大傑出青年
- 高耀森，MH，醫生
- 歐陽卓倫，MH，JP，協康會委員，禁毒常務委員會委員，九龍樂善堂主席（2004-2005）

社會服務界
- 朱文駿，FSDSM，香港工程師學會消防界別顧間小組主席、消防工程師學會(The Institution of Fire Engineers （页面存档备份，存于）)前國際會長，前香港港島總區消防總長
- 麥齊光，GBS，JP，前發展局常任秘書長（工務），前路政署署長，前任發展局局長

政治、法律界
- 何志賢，香港特別行政區高等法院聆案官
- 周永健，SBS，JP，全國政協委員，前香港律師會會長，香港賽馬會副主席、現任香港賽馬會主席
- 王建明，大律師，香港童軍總會前助理香港總監
- 黎汶洛，前學民思潮發言人
- 雷聲隆，已故香港立法局議員（1963年中五）[1]

商業、會計界
- 蔡冠深，GBS，JP，全國政協委員，香港中華總商會會長，新華集團主席，匯富金融集團主席
- 謝安鍵，茂盛控股董事總經理，曾任中科環保公司主席，長城數碼．現已易名長盈）副主席兼行政總裁，中國大冶有色金屬礦業．前添發慶豐）原行政總裁及TCL國際董事總經理
- 楊國佳，中國時裝文化教育基金創辦人，前香港中文大學新亞書院校董，香港航空青年團–高級榮譽長官(榮譽上校)
- 桂濱， ManyMany Creations 總監及創辦人
- 馬清鏗，大生集團董事會主席
- 鄭國乾，資深會計師，前香港會計師公會理事會成員
- 譚競正，香港華人會計師公會會長（2002年）

新聞傳播界
- 陳立志，商業電台新聞及公共事務部財經組前主管，70-80年代無綫電視六點半新聞報道主播，80年代尾至90年代初專任無綫新聞財經主播，童軍知友社副總監(教育及行政)，香港童軍總會綜合教育中心校監，香港新聞教育基金總幹事，香港數位廣播有限公司大錢台顧問，現職buzplay
- 鄧景輝，已故新聞主播，曾任職香港電台。
- 張偉基：香港電台節目主持
- 劉偉恆，電影導演，香港電台DJ，前香港商業電台DJ ，有線電視節目監製， 有「香港韓流第一人」之稱
- 黃芝蓉，前Now新聞台主播，現轉職皓天財經集團傳媒總監
- 林少文 ，現任東方傳媒機構有限公司 旗下東網 總監

學術、文化、體育界
- 蘇德中，劍橋大學心理學博士及劍橋大學幸福研究院院士，專注于幸福科學及心理學應用。現職：幸福創客CEO (優兒學堂) 、羅蘭貝格國際管理諮詢公司獨立董事 、全球華人積極心理學協會董事會主席。曾任英國首相卡梅倫幸福政策顧問，英國教育部教改諮詢顧。世界經濟論壇(Davos)、世界經濟合作與發展組織(OECD)、博鼇亞洲論壇(Boao)演講嘉賓。哈佛商業評論、福布斯、財富專欄作家。編著包括: 《持續的幸福》《專念》《積極情緒的力量》《真實的幸福》《Resilience: How to Navigate Life's Curves》等10餘本。
- 夏元吉 ，天普大學（Temple University）物理學教授，2005年引力研究基金會（Gravity Research Foundation）榮譽作品得獎者。
- 薛海量，麻省理工物理學博士，香港城市大學（City University）能源及環境學院助理教授。
- 劉浩文 ， 香港著名化學家。
- 譚劍，小說作家，2010年以《人形軟件》獲首屆「華語科幻星雲獎最佳長篇小說」金獎。
- 謝啟熹，香港理工大學醫療科技及資訊學系助理教授。
- 夏志明，香港超級聯賽球會冠忠南區及香港隊成員
- 楊秀卓， 藝術家和教育工作者，曾任基督教香港信義會心誠中學視藝科老師。作品曾於香港藝穗會、香港藝術中心、香港藝術館、香港科技大學、香港視覺藝術中心、沙田大會堂及香港大學展出。著作有：《帶個腦返學》。

演藝界
- 邱禮濤，名導演
- 林筠翔，配音員
- 劉偉強，名導演
- 羅志良，名導演
- 何弘軒，著名創作歌手，演員
- 岑健威，鋼琴家，2007年德國多特蒙德市舒伯特國際鋼琴大賽第四名，2013年香港十大傑出青年。
- 梁焯滿，演員兼導演
- 黃傑珩，香港著名樂隊Maniac人氣結他手
- 李中寧：前演員

## 耶穌顯容小堂
耶穌顯容小堂（英語：Transfiguration Chapel），位於寶馬山道55號（聖貞德中學）。教區有鑑於北角半山的教友日漸增多，1986年向政府申請興建聖貞德中學時附建聖堂，命名為耶穌顯容小堂。小堂於1988年落成，並於1989年3月20日啟用，屬北角聖猶達堂區 。

### 彌撒及禮儀時間
- 主日彌撒：上午11:00

## 拍攝場景
聖貞德中學的校舍曾經被借用為拍攝不同電影及電視節目：

### 電影
- 2007年：《破事兒》
- 2009年：《愛出貓》
- 2009年：《愛情故事》
- 2014年：《香港仔》

### 電視
香港電台
- 2014年：《獅子山下2014》- 曖昧不明關係研究學會

## 外部連結
- 聖貞德中學網頁 （页面存档备份，存于）
- 聖貞德中學舊生通訊錄 （页面存档备份，存于）

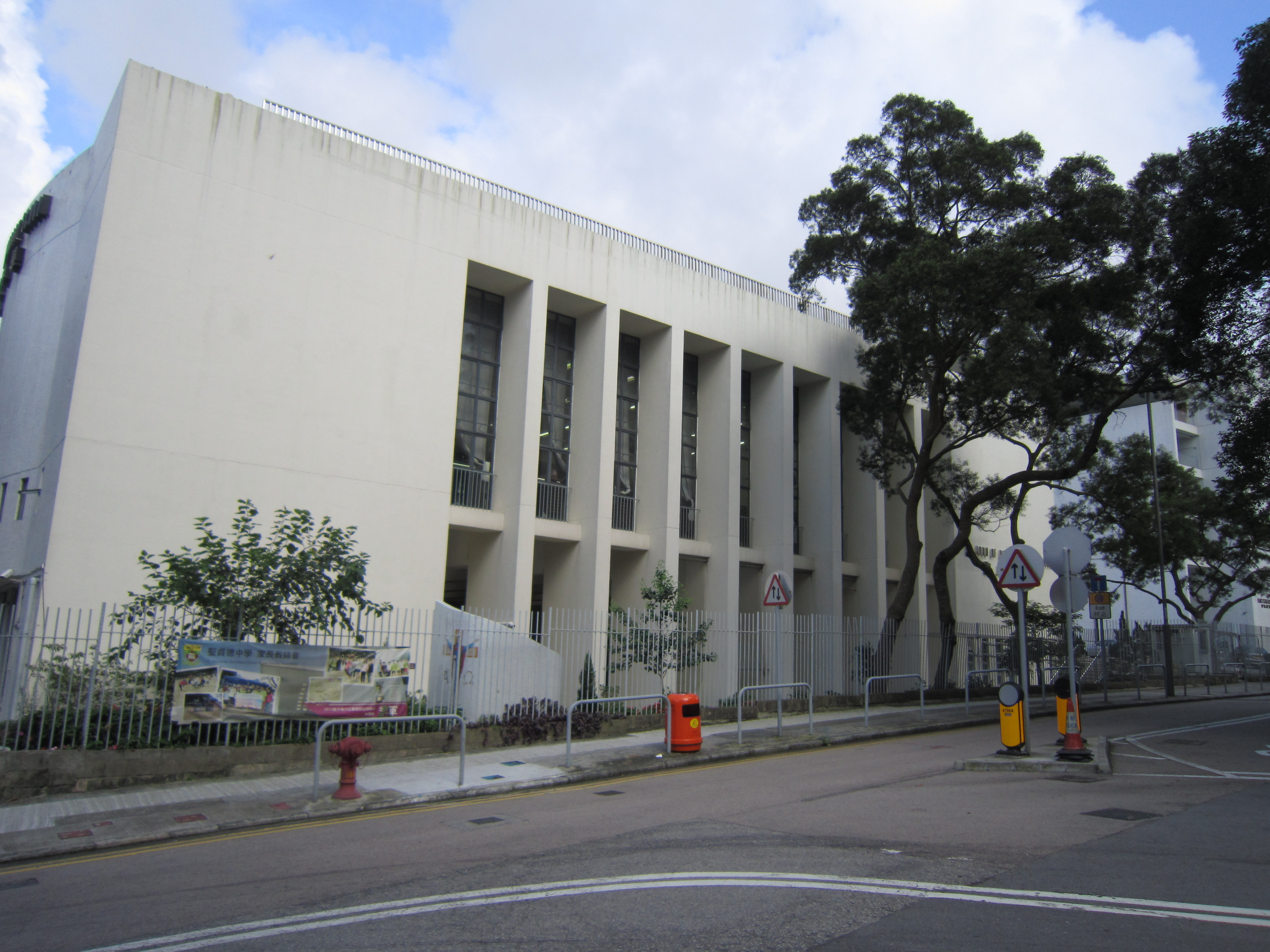
聖貞德中學禮堂

- St. Joan of Arc Secondary School on Google Maps（页面存档备份，存于）